# 富ノ山等
富ノ山 等（とみのやま ひとし、1914年2月10日 - 1945年10月30日）は、宮城県栗原郡築館町（現栗原市）出身で花籠部屋に所属した力士。本名は佐藤 等。最高位は西前頭4枚目。身長185cm、体重116kg。

## 人物
1930年、花籠部屋から初土俵を踏む。序ノ口、三段目、幕下で優勝を経験し、3年で十両に昇進した。そのあと少し出世はゆっくりとなったが、1935年1月、20歳で新入幕を果たした。「富野山」に改名した1936年5月場所自己最高位となる西前頭4枚目まで上がるが、11戦全敗で終わった。「冨ノ山」に再改名した1937年5月場所十両に落ち、一時期素行不良で破門され、幕下付出で再出発したこともあった。1942年5月場所再入幕を果たしたが、負け越して十両に落ちた。しばらく十両で取り続けていたが、幕下に落ちた1945年6月場所限りで廃業し、この年の10月に死去した。突っ張りの力はあったが、それ以外の攻め手はあまりなく、幕内中堅から下位で終わってしまった。色黒の容貌からキングコングとあだ名された。

## 主な成績
- 通算成績：179勝166敗25休 勝率.519
- 幕内成績：25勝45敗 勝率.357
- 現役在位：35場所
- 幕内在位：6場所
- 各段優勝
  - 幕下優勝：1回（1932年10月場所）
  - 三段目優勝：1回（1932年2月場所）
  - 序ノ口優勝：1回（1931年3月場所）

## 場所別成績
| 1930年 （昭和5年） | x                       | x                      | （前相撲）              | 序ノ口 3–3             |
| 1931年 （昭和6年） | 西序ノ口4枚目 3–3       | 西序ノ口4枚目 優勝 6–0 | 東序二段10枚目 3–3      | 東序二段10枚目 4–2     |
| 1932年 （昭和7年） | 東三段目14枚目 優勝 6–2 | 東三段目14枚目 7–3     | 東幕下16枚目 8–3        | 東幕下16枚目 優勝 10–1 |
| 1933年 （昭和8年） | 西十両7枚目 7–4         | x                      | 西十両2枚目 4–7         | x                      |
| 1934年 （昭和9年） | 西十両5枚目 6–5         | x                      | 西十両2枚目 9–2         | x                      |
| 1935年 （昭和10年） | 東前頭12枚目 8–3        | x                      | 東前頭6枚目 4–7         | x                      |
| 1936年 （昭和11年） | 西前頭9枚目 7–4         | x                      | 西前頭4枚目 0–11        | x                      |
| 1937年 （昭和12年） | 東前頭11枚目 2–9        | x                      | 西十両2枚目 5–8         | x                      |
| 1938年 （昭和13年） | 東十両8枚目 7–6         | x                      | 東十両11枚目 6–7        | x                      |
| 1939年 （昭和14年） | 東十両13枚目 7–6        | x                      | 東十両8枚目 休場 0–0–15 | x                      |
| 1940年 （昭和15年） | 幕下付出 6–2            | x                      | 西幕下4枚目 5–3         | x                      |
| 1941年 （昭和16年） | 東十両11枚目 10–5       | x                      | 東十両4枚目 8–7         | x                      |
| 1942年 （昭和17年） | 東十両4枚目 8–7         | x                      | 東前頭20枚目 4–11       | x                      |
| 1943年 （昭和18年） | 西十両7枚目 3–12        | x                      | 東幕下2枚目 6–2         | x                      |
| 1944年 （昭和19年） | 西十両8枚目 5–10        | x                      | 西十両13枚目 2–8        | 西幕下4枚目 0–0–5      |
| 1945年 （昭和20年） | x                       | x                      | 東幕下21枚目 引退 0–0–5 | x                      |
| 各欄の数字は、「勝ち-負け-休場」を示す。 優勝 引退 休場 十両 幕下 三賞：敢=敢闘賞、殊=殊勲賞、技=技能賞 その他：★=金星 番付階級：幕内 - 十両 - 幕下 - 三段目 - 序二段 - 序ノ口 幕内序列：横綱 - 大関 - 関脇 - 小結 - 前頭（「#数字」は各位内の序列） |                         |                        |                         |                        |

### 幕内対戦成績
| 力士名   | 勝数 | 負数 | 力士名 | 勝数 | 負数 | 力士名         | 勝数 | 負数 | 力士名 | 勝数 | 負数 |
| -------- | ---- | ---- | ------ | ---- | ---- | -------------- | ---- | ---- | ------ | ---- | ---- |
| 旭川     | 0    | 2    | 綾川   | 0    | 2    | 綾昇           | 0    | 3    | 綾若   | 2    | 1    |
| 大潮     | 0    | 1    | 大浪   | 1    | 1    | 大八洲         | 1    | 1    | 海光山 | 1    | 0    |
| 笠置山   | 1    | 2    | 金湊   | 0    | 1    | 九州山         | 1    | 2    | 錦華山 | 1    | 1    |
| 駒ノ里   | 2    | 0    | 櫻錦   | 0    | 1    | 鯱ノ里         | 0    | 1    | 新海   | 0    | 2    |
| 神東山   | 0    | 1    | 大邱山 | 1    | 0    | 高登           | 0    | 1    | 武ノ里 | 1    | 0    |
| 太刀若   | 1    | 1    | 楯甲   | 1    | 0    | 玉錦           | 0    | 1    | 筑波嶺 | 0    | 2    |
| 出羽ノ花 | 1    | 2    | 出羽湊 | 1    | 1    | 土州山         | 1    | 0    | 十三錦 | 0    | 1    |
| 能代潟   | 0    | 1    | 盤石   | 1    | 0    | 番神山         | 2    | 0    | 備州山 | 0    | 1    |
| 防長山   | 1    | 0    | 増位山 | 0    | 1    | 松前山(渡嶋洋) | 0    | 2    | 三熊山 | 0    | 1    |
| 陸奥ノ里 | 0    | 1    | 八方山 | 0    | 1    | 倭岩           | 1    | 0    | 大和錦 | 0    | 1    |
| 両國     | 2    | 2    | 和歌嶋 | 0    | 2    | 若瀬川         | 1    | 0    |        |      |      |

## 改名歴
- 冨ノ山 等（とみのやま ひとし）1930年5月場所-1932年10月場所
- 富ノ山 等（とみのやま - ）1933年1月場所-1936年1月場所
- 富野山 等（とみのやま - ）1936年5月場所-1940年5月場所
- 富ノ山 等（とみのやま - ）1941年1月場所-1941年5月場所
- 冨ノ山 等（とみのやま - ）1942年1月場所-1942年5月場所
- 富ノ山 等（とみのやま - ）1943年1月場所-1945年6月場所